# Sąd koleżeński
Sąd koleżeński – organ powołany do rozstrzygania sporów między członkami i innymi organami organizacji lub orzekania w sprawach dyscyplinarnych.

## Struktura
Warunki dopuszczalności do członkostwa i organizację sądów koleżeńskich określają wewnętrzne regulacje organizacji, w skład której taki organ wchodzi. Zazwyczaj wyróżnia się przewodniczącego oraz sądy pierwszej i drugiej instancji. Członków sądów koleżeńskich w języku potocznym często błędnie nazywa się sędziami. Co do zasady członków sądów koleżeńskich wyposaża się w atrybut niezawisłości w orzekaniu.

## Uprawnienia
Uprawnienia sądów koleżeńskich mogą być bardzo różne i wynikają zazwyczaj z regulacji danej organizacji lub ustawy. Do najczęściej spotykanych uprawnień nadanych sądom koleżeńskim należy:
- rozstrzyganie sporów między członkami lub innymi organami organizacji, w tym sporów kompetencyjnych
- orzekanie w przedmiocie spraw dyscyplinarnych
- mediacja między członkami organizacji
- dokonywanie wiążącej wykładni przepisów obowiązujących w organizacji.